# تپه دوزج
تپه دوزج مربوط به دوران‌های تاریخی پس از اسلام است و در شهرستان زرندیه، بخش خرقان، روستای دوزج واقع شده و این اثر در تاریخ ۲۵ اسفند ۱۳۸۰ با شمارهٔ ثبت ۵۶۱۷ به‌عنوان یکی از آثار ملی ایران به ثبت رسیده است.